# Igreja de Santa Cruz (Santarém)
A Igreja de Santa Cruz, ou Igreja Paroquial de Santa Cruz, localiza-se na cidade de Santarém, na atual freguesia de União de Freguesias da cidade de Santarém.
Constitui um dos monumentos escalabitanos mais representativos do estilo gótico, não obstante incluir elementos de outras correntes arquitectónicas, como o renascimento e o barroco. 
O templo, datado do século XIII, foi a sede de uma antiga paróquia, extinta no século XIX.
A Igreja de Santa Cruz está classificada como Imóvel de Interesse Público desde 1950.

## História
A igreja foi edificada no século XIII, sendo a data concreta da sua instituição desconhecida, sabendo-se apenas que teve o patrocínio da coroa. Porém, o facto de, ainda no século XII, Santa Cruz aparecer como sede paroquial leva a supor da existência de um primitivo e modesto templo, construído após a Reconquista da cidade, na sequência da nova organização cristã e do aumento demográfico então verificado. Desta forma, a actual igreja teria sido edificada num local já anteriormente consagrado ao culto.
Em 1280, D. Dinis doa o templo à Real Colegiada de Santa Maria da Alcáçova, em troca das igrejas de Alcoentre e Tagarro. No século XIV, o templo é reconstruído por iniciativa do Conde Lourenço Domingues Minatos e de sua mulher, Iria Afonso Caeira, que se encontram ambos sepultados na capela-mor. Em 1551, a nave foi reconstruída, tendo sido executadas as colunas divisórias. Ainda no mesmo ano, foi colocado o púlpito renascentista e foi edificado o coro, do qual apenas resta actualmente a balaustrada mudéjar. Em 1681, foram executados os azulejos que revestem a capela-mor e a capela baptismal.
A maior campanha artística de que o templo foi alvo deu-se na primeira metade do século XVIII, quando foi executado o pórtico barroco, da autoria de João Antunes, e que actualmente se encontra adossado à fachada nascente da Casa da Irmandade do Santíssimo Sacramento. Esta casa, que se encontra junto à fachada sul da igreja, foi erigida em 1715. Em 1733, foi construída a torre sineira.

## Arquitectura e Arte
A igreja constitui, actualmente, o único exemplo conservado na cidade da arquitectura religiosa paroquial trecentista, ou seja, que não resulta de patrocínio mendicante. Desta forma, este templo segue um modelo de igreja paroquial adoptado um pouco por todo o sul do país durante os reinados de D. Dinis e de D. Afonso IV. Ainda assim, a igreja adopta algumas características específicas do gótico mendicante escalabitano, nomeadamente a forma poligonal da capela-mor, com panos delimitados por contrafortes, e a cobertura em madeira das naves. Estes elementos denotam influência da Igreja do Convento de Santa Clara, situada ali perto.
Durante uma intervenção realizada em 1967, a porta gótica primitiva, que estava entaipada, foi posta a descoberto e reintegrada na frontaria. O portal barroco, datado de 1712, foi então transferido para a parede nascente da Casa da Irmandade. O pórtico primitivo, trecentista, é de quatro arquivoltas, que arrancam dos ábacos das colunas capitelizadas. Os capitéis destas colunas apresentam uma rica ornamentação, baseada em motivos vegetalistas. A frontaria, encimada por um óculo de duas arquivoltas, é ladeada pela torre sineira de três andares, rasgada por ventanas de arco redondo. A parte exterior da abside apresenta cinco faces com altas frestas geminadas, que rematam no tímpano por óculos tetralobados, separados por contrafortes gigantes.
O interior é de três naves, de três ramos, com arcos góticos apoiados em colunas e dois pilares. Os capitéis do arco triunfal são ornados com motivos naturalistas em relevo. A nave e a capela-mor são forradas por silhares de azulejos seiscentistas do tipo padrão, azuis e amarelos. A capela-mor é coberta por uma ampla abóbada de dois fechos cruzados. Na parede de fundo da capela baptismal figura um painel cerâmico embutido, O Baptismo de Cristo no Jordão. O púlpito, de varanda sextavada, é um exemplar do Renascimento dito do tipo coimbrão, de meados do século XVI. Do recheio da igreja, merece ainda destaque uma imagem de pedra representando Nossa Senhora da Piedade, obra do início do século XVI.
A Casa da Irmandade encontra-se anexa à igreja no seu lado sul e, apesar do seu aspecto exterior modesto, revela um interior plenamente barroco. Nesta casa, é possível admirar um silhar de azulejos setecentistas, com vários painéis azuis e brancos de temas religiosos e paisagísticos, um dos quais datado de 1723. O tecto, em abóbada de berço, apresenta uma pintura a fresco, em cujo medalhão central se admira A Adoração Eucarística, rodeado de caixotões floridos, tudo em perspectiva. Esta obra data de 1733 e é atribuída a António Simões Ribeiro, pintor do tecto da Biblioteca Joanina da Universidade de Coimbra. O portal barroco é vão rectangular com duplas pilastras toscanas, enquadradas por volutas rematadas por pináculos, e é encimado por uma janela com frontão redondo, ladeada por volutas.